# Лущик Віктор Федорович

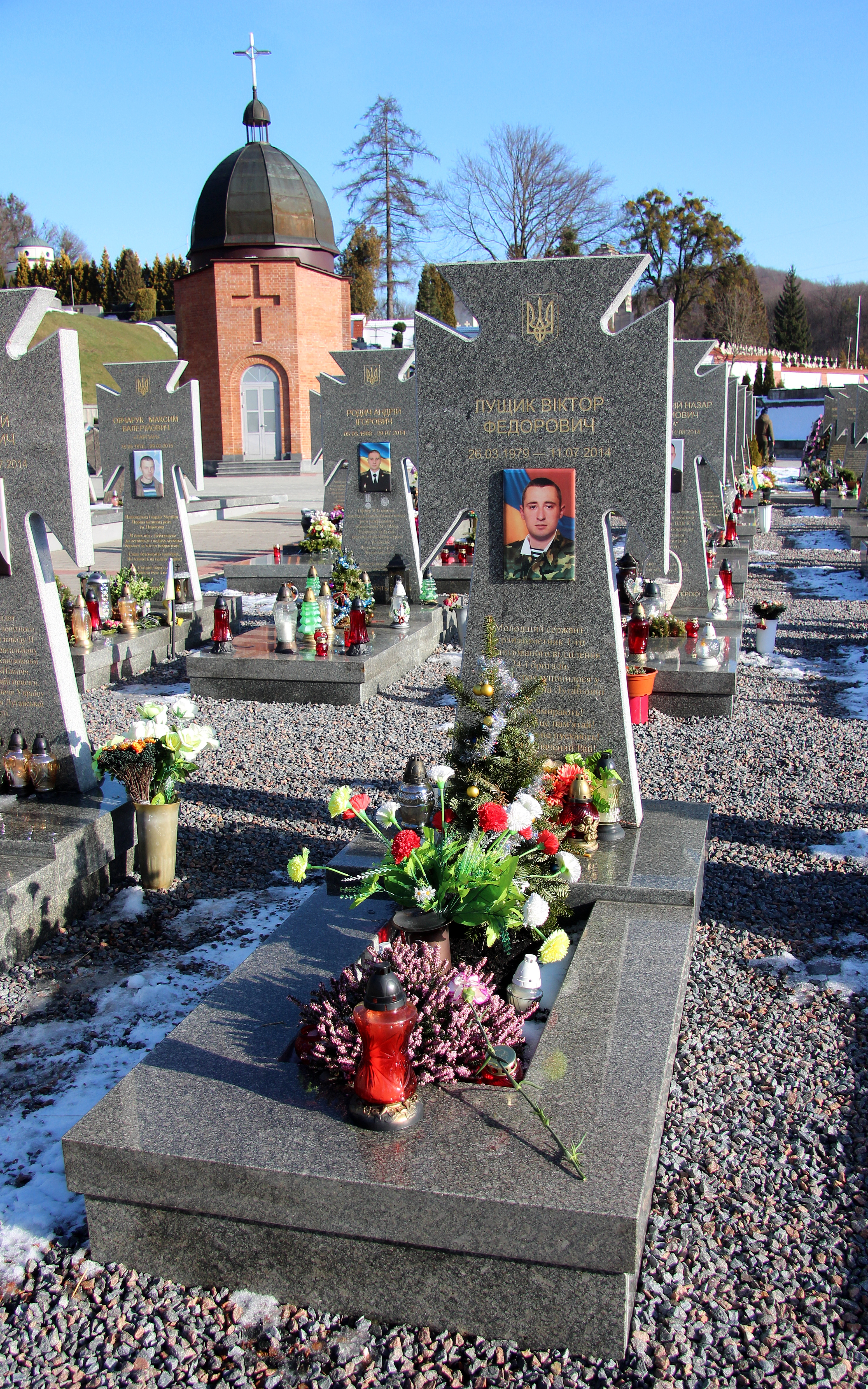

Ві́ктор Фе́дорович Лу́щик (26 березня 1979, м. Львів — 11 липня 2014, с. Зеленопілля, Довжанський район, Луганська область) — український військовик, молодший сержант, гранатометник 1-го механізованого взводу 4-ї механізованої роти 2-го механізованого батальйону 24-ї Залізної імені князя Данила Галицького окремої механізованої бригади (Яворів) ОК «Північ» Сухопутних військ Збройних сил України. Кавалер ордена «За мужність» III ступеня (14.03.2015; посмертно).

## Життєпис
Народився Віктор Лущик 26 березня 1979 року у місті Львові.
Закінчив Львівську спеціалізовану середню загальноосвітню школу № 75 імені Лесі Українки.
Проходив строкову військову службу в лавах Збройних Сил України.
Навесні 2014 року Віктор Лущик мобілізований до лав Збройних сил України. Служив у 24-й Залізній імені князя Данила Галицького окремій механізованій бригаді Сухопутних військ Збройних сил України (військова частина А-0998; місто Яворів Львівська область).
З літа 2014 року брав участь в антитерористичній операції на сході України.
Віктор Лущик був похований 18 липня 2014 року на полі Почесних поховань № 76 на Личаківському цвинтарі у Львові.
Залишилися дружина Юліана та син Святослав (нар. 2003).

## Обставини загибелі
11 липня 2014 року в районі села біля Зеленопілля Луганській області близько 4:30 години ранку російсько-терористичні угрупування обстріляли з РСЗВ «Град» блок-пост українських військових, в результаті обстрілу загинуло 19 військовослужбовців, серед них і Віктор Лущик.

## Нагороди
За особисту мужність і героїзм, виявлені у захисті державного суверенітету та територіальної цілісності України, вірність військовій присязі під час російсько-української війни Віктор Лущик нагороджений орденом «За мужність» III ступеня (14.03.2015; посмертно).